# Sobków
Sobków est une localité polonaise, siège de la gmina de Sobków, située dans le powiat de Jędrzejów en voïvodie de Sainte-Croix.